# دیتونا ۲۴ ساعته ۲۰۲۳

مسیر پیست بین‌المللیدیتونا اینترنشنال اسپیدوی مکان همیشگی برگزاری مسابقات ۲۴ ساعته دیتونا

دیتونا ۲۴ ساعت ۲۰۲۳ (به‌طور رسمی رولکس ۲۴ در دیتونا) یک مسابقه اتومبیلرانی اسپورت استقامتی بود که توسط انجمن بین‌المللی ورزش‌های موتوری تصویب و برگزار شد. این رویداد در پیست دیتونا اینترنشنال اسپیدوی در دیتونا بیچ، فلوریدا، در تاریخ ۲۸ تا ۲۹ ژانویه ۲۰۲۳ برگزار شد. این رویداد شصت و یکمین مسابقه ۲۴ ساعت دیتونا از زمان شروع آن در سال در سال ۱۹۶۹ بود. همچنین اولین مسابقه از ۱۱ مسابقه در کلاس‌های مختلف در مسابقات ایمسا و همچنین اولین مسابقه از چهار مسابقه جام استقامتی میشلن در سال ۲۰۲۳ بود. آکورا شماره ۶۰ میر شانک ریسینگ با رانندگی تام بلومکویست، کالین براون، هلیو کاسترونوز و سیمون پاژنو در مجموع برنده این مسابقه شدند، اما تیم بعداً به دلیل دستکاری داده‌های فشار لاستیک جریمه شد. این دومین برد متوالی تیم میر شانک ریسینگ در دیتونا ۲۴ ساعته و سومین برد بزرگ آنها در مسابقه استقامتی در چهار رویدادی که حاضر بودند، بود. خودرو شماره ۱۰ وین تیلور ریسینگ اکورا در مجموع دوم شد و بیشترین امتیاز را برای جدول قهرمانی مسابقات قهرمانی خودروهای ورزشی ایمسا کسب کرد.

## لیست ورودی

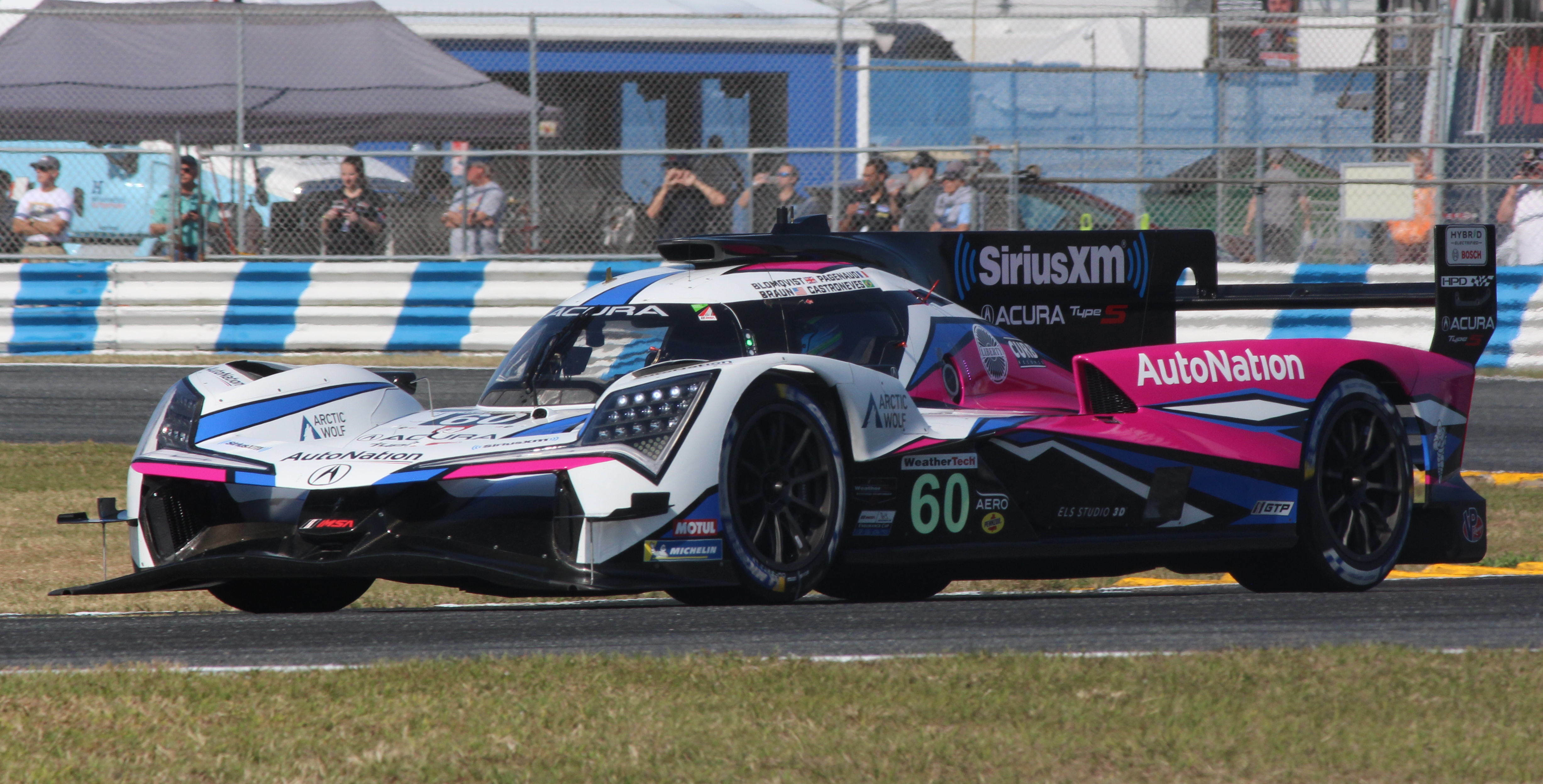
میر شانک ریسینگ برنده مسابقه ۲۴ ساعته دیتونا ۲۰۲۲ در این فصل با خودرو آکورا اِی‌آراکس-۰۵ و کلاس جی‌تی‌پی به این مسابقه بازگشت

لیست ورودی مسابقه ۲۴ ساعته دیتونا ۲۰۲۳ شامل ۶۱ خودر در پنج کلاس متفاوت بود که با تعداد خودروهای حاضر سال قبل برابر بود. ۹ خودرو برای کلاس گرند تورینگ پروتوتایپ (جی‌تی‌پی)، ۱۰ خودرو برای کلاس لمانز پروتوتایپ ۲ (ال‌ام‌پی۲)، ۹ خودرو برای کلاس ال‌ام‌پی۳ و ۳۳ خودرو برای دو کلاس جی‌تی‌دی و جی‌تی‌دی پرو بود، ۹ خودرو در کلاس جی‌تی‌دی پرو و ۲۴ ورودی برای کلاس جی‌تی‌دی.

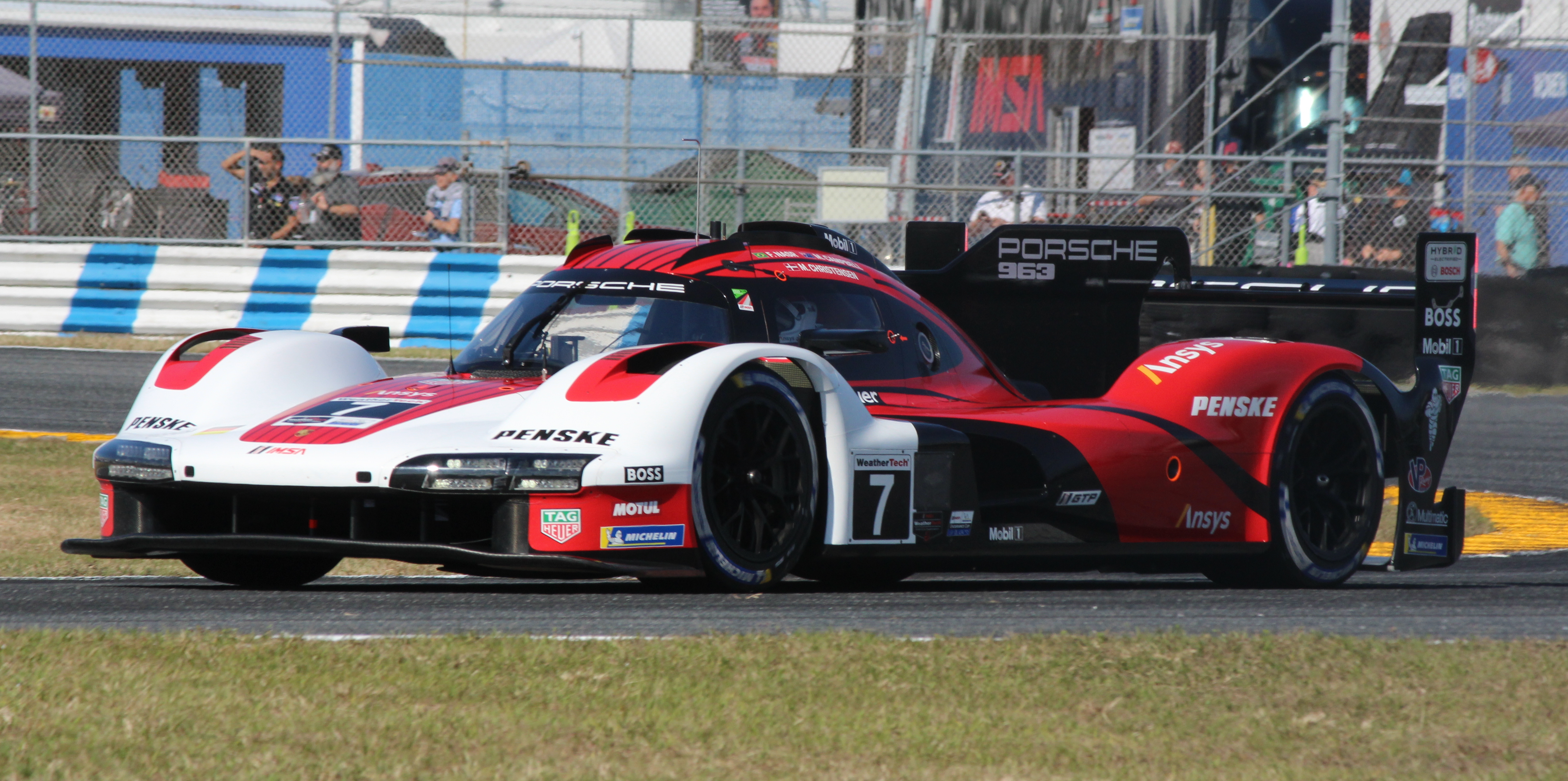
پورشه ۹۶۳ خودرو جدید پورشه در کلاس لمانز دیتونا هایپرکار اولین حضور خود را در مسابقات تجربه کرد

## تست‌های پیش از مسابقه
تعیین خط تمرینات پیش از مسابقه که در سال‌های ۲۰۲۱ و ۲۰۲۲ برگزار شد، برای سال ۲۰۲۳ از این مسابقه حذف شد.
فعالیت‌های مرتبط با هفته رور یا پیش از مسابقه شامل روز رسانه، بارگذاری و آماده‌سازی، تجربه و تحلیل و پنج جلسه تمرینی در روز و شب می‌شد.
تست‌های پیش از مسابقه ۲۴ ساعته دیتونا در تاریخ ۲۰ تا ۲۳ ژانویه ۲۰۲۳ برگزار شد که تمامی خودروهتی ثبت نامی برای مسابقه در آن حضور داشتند.

## تعیین خط
تعیین خط مسابقه در روز یکشنبه ۲۲ ژانویه برگزار شد. با توجه به بارندگی شدید در جلسات تمرین شب گذشته و تغییرات نرم‌افزاری انجام شده توسط مقامات برگزاری، به خودروهای کلاس گرند تورینگ پروتوتایپ (جی‌تی‌پی) قبل از شروع تعیین خط ۱۵ دقیقه اضافی برای ثبت زمان داده شد.

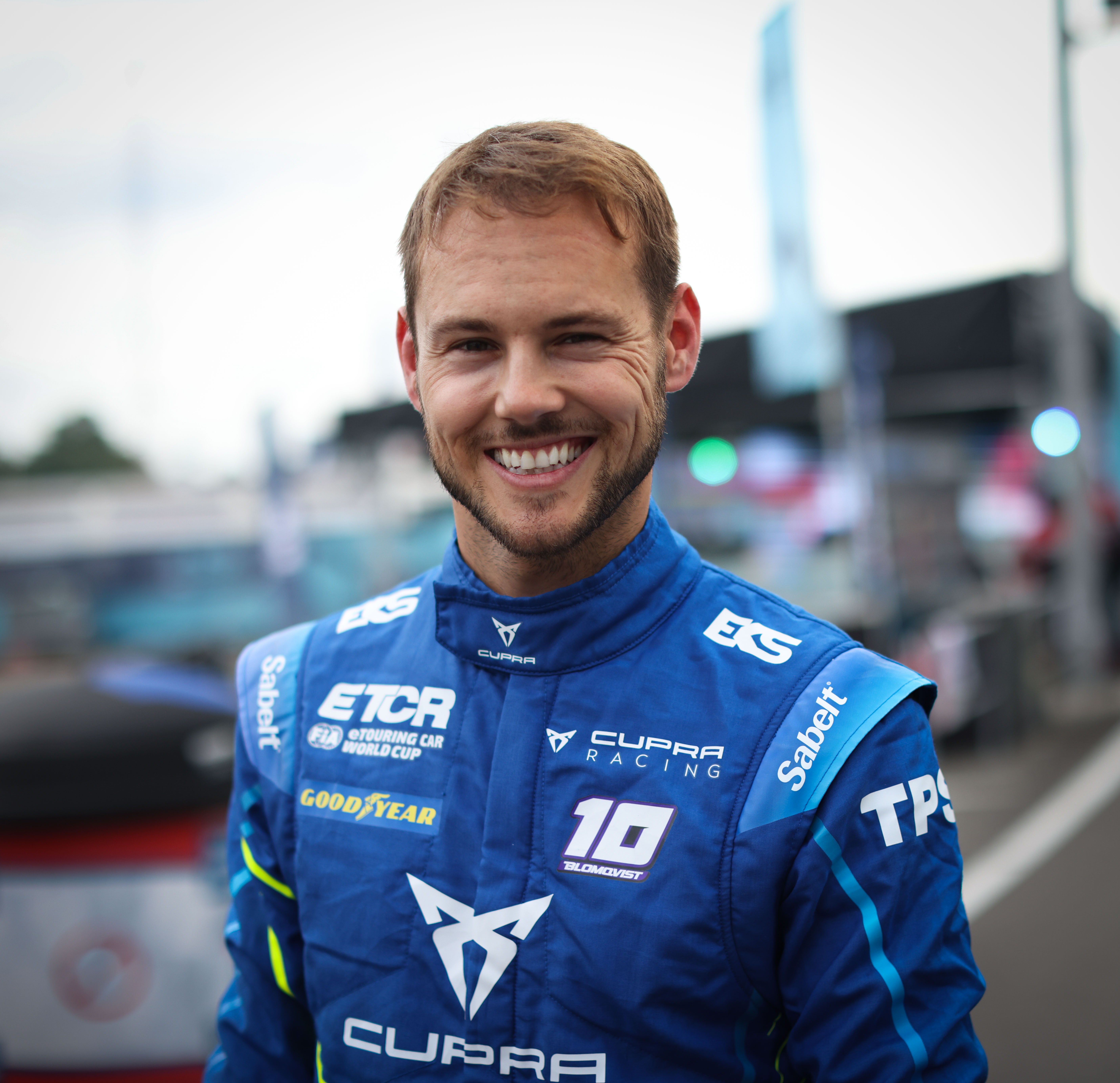
تام بلومکویست (تصویر مربوط به سال ۲۰۲۲) همراه با تیم میر شانک ریسینگ پول پوزیشن کلاس گرند تورینگ پروتوتایپ را کسب کرد

تعیین خط مسابقه به چهار بخش تقسیم شد، یک جلسه برای کلاس‌های گرند تورینگ پروتوتایپ (جی‌تی‌پی)، لمانز پروتوتایپ ۲ (ال‌ام‌پی۲)، ال‌ام‌پی۳، جی‌تی‌دی پرو و جی‌تی‌دی، یک جلسه ۲۰ دقیقه‌ای برای کلاس گرند تورینگ پروتوتایپ و یک جلسه ۱۵ دقیقه ای برای کلاس‌های دیگر.